# Aida (cràter)
Aida és un cràter de l'asteroide del tipus Amor (433) Eros, situat amb el sistema de coordenades planetocèntriques a 7.9 ° de latitud nord i 130.5 ° de longitud est. Fa un diàmetre de 1.6 km. El nom va ser fet oficial per la UAI l'any 2003 i fa referència a Aida, princesa i esclava etíop estimada per l'oficial egipci Radames a l'obra Aida, de Giuseppe Verdi.